# László Bulcsú
László Bulcsú (9. října 1922 Čakovec – 4. ledna 2016 Záhřeb) byl chorvatský jazykovědec, spisovatel, překladatel a polyglot, který mluvil více než 40 jazyky. Vzhledem ke svému vytváření četných novotvarů a obhajobě jazykového purismu získal přezdívku „chorvatský Šulek naší doby“.

## Práce
- An information science approach to Slavic accentology (1986) (University of Chicago, Department of Slavic Languages and Literatures), kniha[4][5]
- Broj u jeziku (1990) článek
- Informacijske znanosti i znanje (1990)
- Mušnammir gimillu (1990) článek
- Obrada jezika i prikaz znanja (1993)
- Tvorbeni pravopis (1994) článek
- Uz prievod Puškinova Spomenika (1994) článek
- Englezko-hrvatski Hrvatsko-englezki rječnik obavjesničkoga nazivlja[6] (1994) (vědecké nepublikované anglicko-chorvatský slovník)
- Sedam priep'ieva (1996) článek
- Bilježka o književnome naglasku hrvatskome[7] (1996) článek
- Ilias (1997) (překlad z akkadštiny do chorvatštiny)
- Trava od srca (2000) (překlad starořečtiny do chorvatštiny)
- I tako se kola kretoše koturati nizbrdo[8] (2001) článek
- Iz glasoslovlja opće međimurštine (2002) článek
- Croato-Hungarica (2002)
- Hrvatski ili hrvacki pravopis? (2004) článek
- Tuđinština u jeziku hrvatskomu[9] (2004) článek
- Hvalospjev suncu (2012) (překlad z akkadštiny do chorvatštiny) [10][11]